# 八森村
八森村（はちもりむら）は、秋田県山本郡にあった村。現在の八峰町の、五能線岩館駅周辺を除いた北半分にあたる。

## 地理
- 海：日本海
- 山：真瀬岳
- 河川：真瀬川

## 歴史
- 1889年（明治22年）4月1日 - 町村制の施行により、近世以来の八森村が単独で自治体を形成。
- 1954年（昭和29年）10月1日 - 岩館村と合併して八森町が発足。同日八森村廃止。

## 交通

### 鉄道路線
- 日本国有鉄道
  - 五能線
    - 東八森駅 - 八森駅

現在は旧村域に滝ノ間駅・あきた白神駅が所在するが、当時は未開業。

### 道路
- 国道101号